# Raknamo
Raknamo is een bestuurslaag in het regentschap Kupang van de provincie Oost-Nusa Tenggara, Indonesië. Raknamo telt 2479 inwoners (volkstelling 2010).